# Les Lavandes
 (septembre 2024).
Si vous disposez d'ouvrages ou d'articles de référence ou si vous connaissez des sites web de qualité traitant du thème abordé ici, merci de compléter l'article en donnant les références utiles à sa vérifiabilité et en les liant à la section « Notes et références ».
Pour les articles homonymes, voir Lavande (homonymie).
Les Lavandes est une mini-série ou téléfilm français en trois parties d'environ 90 minutes chacune, réalisé par Jean Prat, et diffusé de 1976 à 1978 sur France 3.

## Synopsis
Deux étudiants allemands arrivés en auto-stop à Caussenargues, font la rencontre d'un villageois qui parle parfaitement allemand. Celui-ci les embauche pour la récolte de la lavande. Un soir, ils lui demandent pourquoi il s'est implanté dans le Midi de la France.
Juillet 1944. Les troupes allemandes refluent vers le nord et les garnisons des Kommandantur sont réduites à quelques hommes. À Caussenargues, ils sont remplacés par un sergent, Karl Zimmerman, et un caporal, Klaus Richter, convalescents du front russe. Ceux-ci ne veulent qu'une chose : se faire oublier. Les villageois les accueillent froidement et refusent de les intégrer. Klaus, étudiant en architecture avant la guerre, souffre de ce manque de contact. Cependant, Rose, la fille du maire et chef local de la résistance Rebuffel, se montre peu à peu moins distante que les autres.

## Fiche technique
- Réalisation : Jean Prat (réalisateur)
- Scénario premier téléfilm : Alexandre Rivemale
- Scénario deuxième et troisième téléfilm : Armand Meffre
- Photographie premier téléfilm : Jean Graglia
- Photographie deuxième et troisième téléfilm : Bernard Dumond
- Costumes : Lisèle Roos
- Décors premier téléfilm : Janine Thomann, Jean-Jacques Tulout
- Décors deuxième et troisième téléfilm : Jean Micoine
- Lieu de tournage : Puimoisson situé sur le Plateau de Valensole dans le département des Alpes-de-Haute-Provence et la région Provence-Alpes-Côte d'Azur.
- Production : France Régions 3 Marseille
- Musique :
- Pays de production :  France
- Chaîne : France 3
- Genre : drame psychologique, guerre
- Durée : 3 parties de 90 minutes
- Date de première diffusion : 
  - première partie (Les Lavandes et le Réséda) : le 21 avril 1976
  - deuxième partie (Les Lavandes et la Liberté) : le 19 avril 1978
  - troisième partie (Bataille pour les lavandes) : le 22 avril 1978

## Distribution
- Jean Pignol : Rebuffel
- Georges Claisse : Klaus
- Gernot Duda : Karl
- Anne Lignais : Rose (jeune)
- Isabelle Rambaud : Rose (vieille)
- Jean Toscan : Vignon
- Yves Favier : le curé
- Armand Meffre : Delmas
- Dominique Rollin : Alexis
- William Sabatier : Cabasson
- Richard Martin : Audibert
- Tania Sauseva : Mme Muraire
- Albert Robin : Caffarel
- Georges Koulouris : le docteur Fabre
- Dagmar Deisen : Inge
- Mireille Orsini : Mme Agnel
- Alain Fourneau : Isnard